# Amegilla garrula
Amegilla garrula är en biart som först beskrevs av Rossi 1790.  Amegilla garrula ingår i släktet Amegilla och familjen långtungebin. Inga underarter finns listade i Catalogue of Life.